# One for Sorrow
One for Sorrow  (рус. — «Один для печали») — пятый студийный альбом финской мелодик-дэт-метал группы Insomnium. Альбом выпущен 12 октября 2011 г. в Финляндии, 17 октября 2011 г. в остальной Европе и 18 октября 2011 г. в США на лейбле Century Media Records. Это первый релиз группы на этом лейбле.
С альбома были выпущены видеоклипы на треки «One for Sorrow», «Through the Shadows», «Only One Who Waits», «Regain the Fire» и на бонус-трек ограниченного тиража «Weather The Storm».

## Список композиций
| №                   | Название                    | Текст песни         | Музыка                     | Длительность |
| ------------------- | --------------------------- | ------------------- | -------------------------- | ------------ |
| 1.                  | «Inertia»                   | Вилле Фриман        | Фриман                     | 3:43         |
| 2.                  | «Through the Shadow»        | Фриман              | Фриман                     | 4:31         |
| 3.                  | «Song of the Blackest Bird» | Нийло Севянен       | Фриман Севянен Вилле Вянни | 7:29         |
| 4.                  | «Only One Who Waits»        | Севянен             | Фриман                     | 5:17         |
| 5.                  | «Unsung»                    | Севянен             | Фриман Севянен             | 5:04         |
| 6.                  | «Every Hour Wounds»         | Фриман              | Фриман                     | 5:25         |
| 7.                  | «Decoherence»               | Инструментал        | Фриман                     | 3:18         |
| 8.                  | «Lay the Ghost to Rest»     | Фриман              | Фриман                     | 7:46         |
| 9.                  | «Regain the Fire»           | Фриман              | Фриман                     | 4:27         |
| 10.                 | «One for Sorrow»            | Фриман              | Фриман                     | 6:07         |
| Общая длительность: | Общая длительность:         | Общая длительность: | Общая длительность:        | 53:07        |

| №   | Название            | Текст песни | Музыка | Длительность |
| --- | ------------------- | ----------- | ------ | ------------ |
| 11. | «Weather the Storm» | Фриман      | Фриман | 4:53         |

| Оценки критиков  | Оценки критиков |
| Источник         | Оценка          |
| ---------------- | --------------- |
| The Metal Critic | 8.1/10          |
| Thisisnotascene  | [ 8 ]           |
| Thrash Hits      | 3/6             |
| Sputnikmusic     | 4.0             |
| SonicEscapes     | A+              |
| Ultimate-Guitar  | 8.8             |

## Участники записи

### Insomnium
- Нийло Севянен — бас-гитара, гроулинг
- Вилле Фриман — ритм-гитара, чистый вокал
- Вилле Вянни — лид-гитара
- Маркус Хирвонен — ударные

### Дополнительные участники
- Алекси Мунтер — клавишные
- Ханну Хонконен — клавишные
- Микаэль Станне — вокал в «Weather the Storm»

### Производство
- Саму Ойттинен — продюсер, микширование, запись (ударные, бас-гитара, акустические гитары, вокал)
- Даниэль Антонссон — запись (электрические гитары)
- Ханну Хонконен — запись (клавишные)
- Минерва Паппи — мастеринг
- Soulcarver Media — обложка
- Кеннет Лехтинен — фотографии[13]